# Tipula pertinax
Tipula pertinax är en tvåvingeart som beskrevs av Alexander 1936. Tipula pertinax ingår i släktet Tipula och familjen storharkrankar. Inga underarter finns listade i Catalogue of Life.